# Peter Sauber

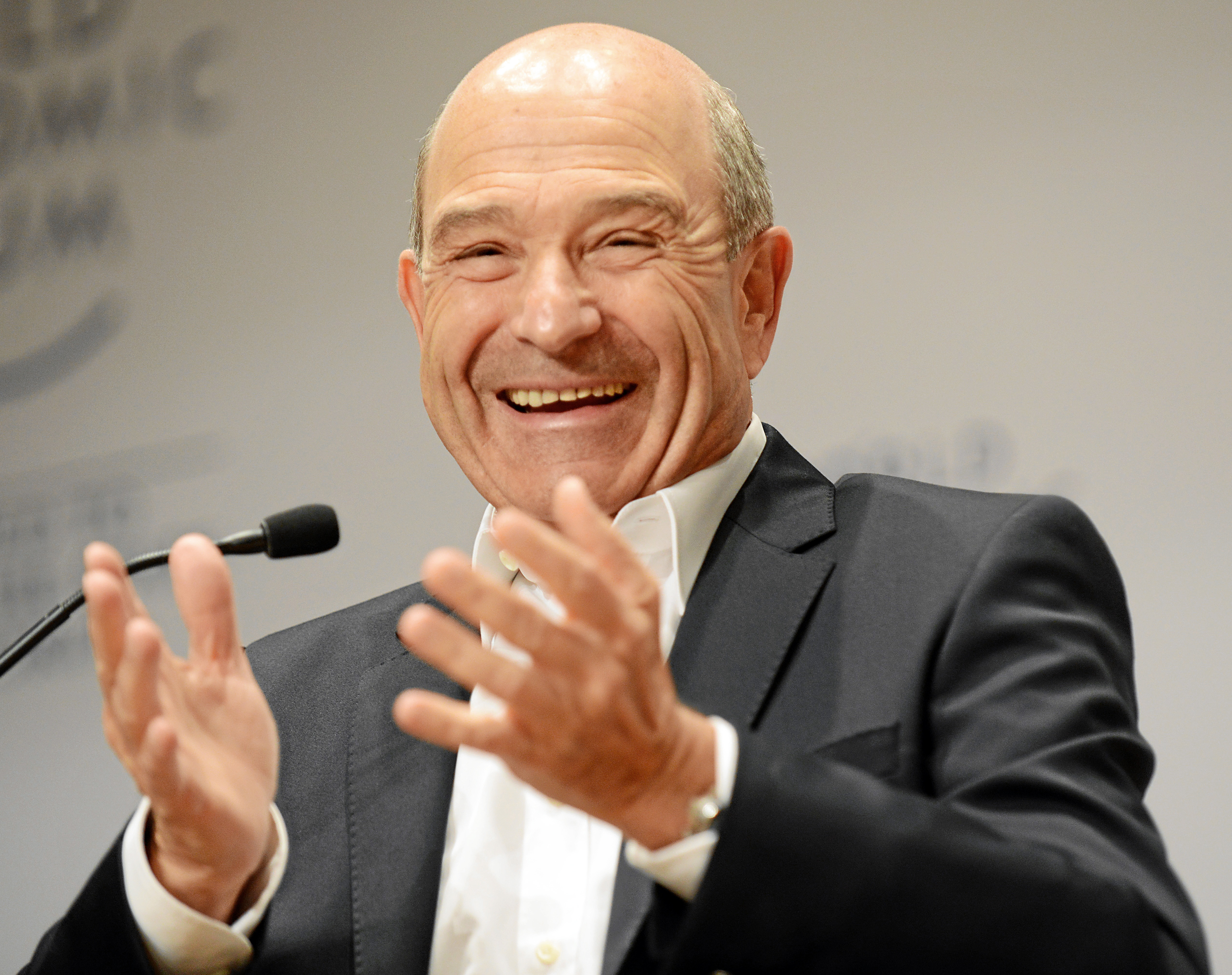
Peter Sauber am WEF 2013

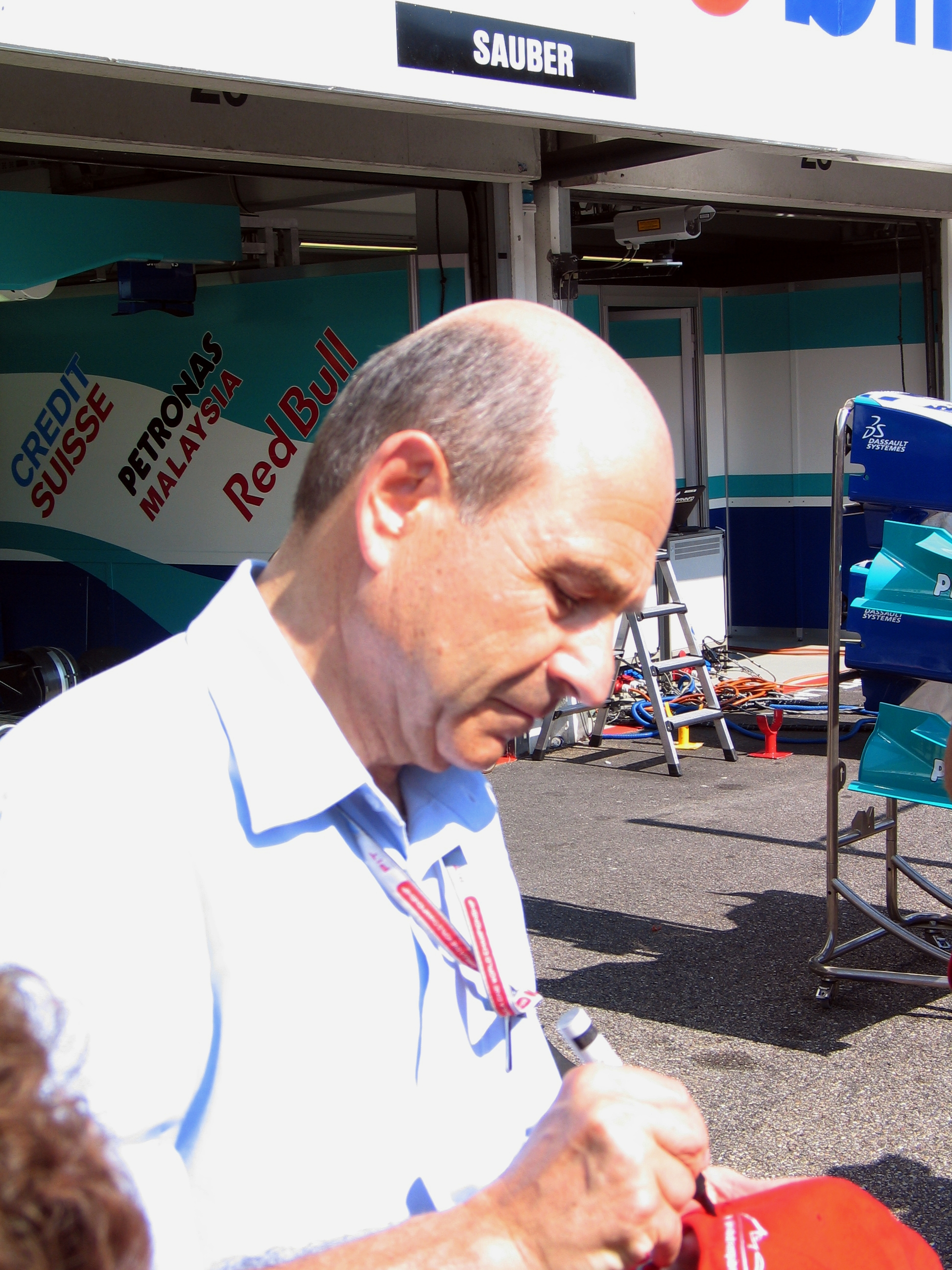
Peter Sauber als Teamchef (2004)

Peter Paul Sauber (* 13. Oktober 1943 in Zürich; heimatberechtigt ebenda) ist ein ehemaliger Schweizer Rennwagenfahrer und Gründer sowie von 1993 bis 2005 und wieder von 2009 bis 2016 Besitzer des in Hinwil domizilierten Formel-1-Rennstalls Sauber Motorsport.

## Leben und Rennsport
Im Alter von 23 Jahren fuhr der gelernte Elektromonteur sein erstes Autorennen auf einem getunten VW Käfer. Drei Jahre später baute er seinen ersten eigenen Rennwagen, den C1, mit dem er Schweizer Sportwagen-Meister wurde. Nach diesem Erfolg konzentrierte er sich ganz auf den Bau der Fahrzeuge und überliess das Fahren anderen. Er gründete die Sauber Rennsport AG mit dem Ziel, Sportwagen zu bauen.
Vor dem Einstieg in die Formel 1 konstruierte der Schweizer seit den 1970er-Jahren Sportwagen. Ende der 1980er-Jahre setzte Sauber als Werksteam von Mercedes-Benz seine Sauber-Mercedes genannten Wagen erfolgreich ein, es wurden unter anderem das 24-Stunden-Rennen von Le Mans und die Langstrecken-WM gewonnen. Als Nachwuchsfahrer waren auch Michael Schumacher, Heinz-Harald Frentzen und Karl Wendlinger dabei. Betreut wurden sie von Routinier Jochen Mass. Viele aktuelle und ehemalige Spitzenfahrer sassen am Anfang ihrer Rennfahrerkarriere in einem Sauber-Cockpit, darunter Michael Schumacher, Heinz-Harald Frentzen, Nick Heidfeld, Sebastian Vettel, Kimi Räikkönen und Felipe Massa.
Peter Sauber verkaufte am 22. Juni 2005 seinen Rennstall an BMW, erreichte aber, dass der Standort in Hinwil erhalten blieb. Er blieb bei dem neuen BMW Sauber F1 Team Rennstall weiterhin als Berater tätig. Am 14. Januar 2006 wurde er dafür zum Schweizer des Jahres 2005 gewählt.
Nach dem Rückzug von BMW am 27. November 2009 kaufte er den Rennstall wieder zurück. Am 11. Oktober 2012 übergab Peter Sauber den operativen Bereich seines Rennstalles an Monisha Kaltenborn.
Im Juli 2016 übernahm die Schweizer Investmentgesellschaft Longbow Finance die Anteile von Monisha Kaltenborn und Peter Sauber zu 100 Prozent und somit schied Peter Sauber aus dem selbst gegründeten Unternehmen Sauber Motorsport aus.

## Privates
Peter Sauber ist seit 1965 mit Christiane verheiratet und wohnt in Wilen bei Wollerau. Sie haben zwei Kinder (* 1971, * 1973). Das „C“ in der Bezeichnung der Sauber-Rennwagen steht für Christiane. Sein Bruder Werner Sauber (1947–1975) war Filmemacher sowie Mitglied der Terrororganisation Bewegung 2. Juni.